# Szuper Skrull
A Szuper Skrull, valódi nevén Kl’rt egy kitalált szereplő a Marvel Comics képregényeiben.  A szereplőt Stan Lee és Jack Kirby alkotta meg. Első szereplése a Fantastic Four 18. számában volt, 1963 szeptemberében.
Kl’rt a földönkívüli skrull faj tagja. Birtokában van az eredeti  Fantasztikus Négyes minden tagjának ereje, valamint erős hipnotikus erővel és a skrullok természetes alakváltó adottságával is rendelkezik. A Szuper Skrull egyik főszereplője volt a Marvel földönkívüli népeit érintő, 2006 és 2007 között megjelent Annihilation című crossover történetnek, melynek során Annihilus megpróbálta a Negatív Zónában található birodalmát kiterjeszteni az egész világegyetemre.